# Sint-Antoniuskapel (Beesel)

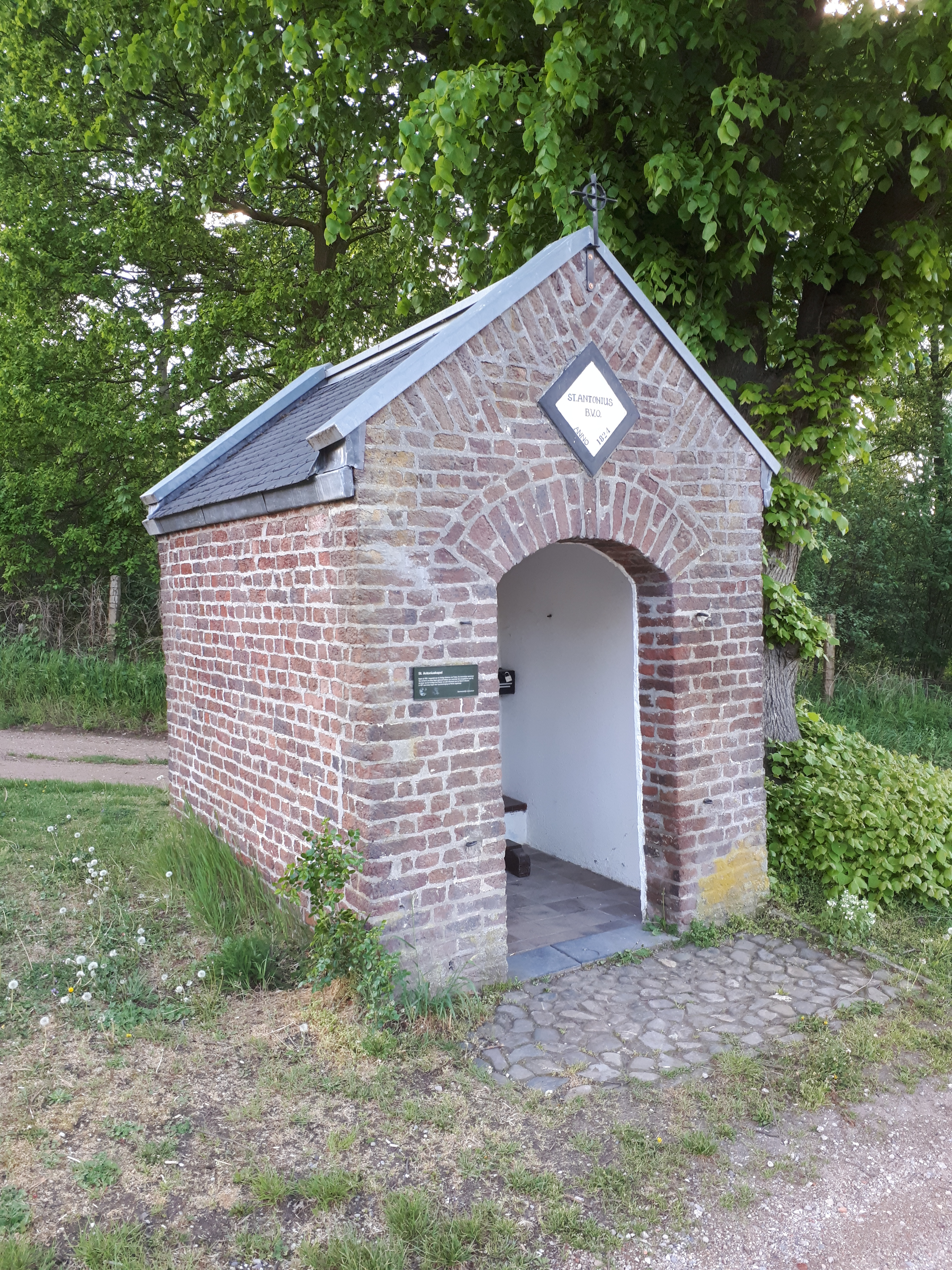
De Sint-Antoniuskapel

De Sint-Antoniuskapel is een kapel bij Beesel in de Nederlands Noord-Limburgse gemeente Beesel. De kapel staat op de plaats waar de Zandkuilenweg uitkomt op de Sint Antoniusstraat ten zuidwesten van het dorp.
Naast de kapel staat een oude lindeboom.
De kapel is gewijd aan de heilige Antonius van Padua.

## Geschiedenis
In 1824 werd de kapel gebouwd door aannemer Van de Borst toen hij bij de bouw van Huis Meuter en Café Allerhand bouwmateriaal had overgehouden.
In 1977 restaureerde de buurtvereniging de Mortel de kapel.

## Gebouw
De bakstenen kapel is opgetrokken op een rechthoekig plattegrond en wordt gedekt door een zadeldak van leien. De kapel heeft geen vensters. De achtergevel en frontgevel zijn een puntgevel waarbij op de top van de frontgevel een metalen kruis geplaatst is. De frontgevel bevat de segmentboogvormige toegang tot de kapel en hoog in de frontgevel is een vierkante steen ingemetseld met daarop de tekst: (BVO = bid voor ons)

ST. ANTONIUS B.V.O. ANNO 1824

Van binnen is de kapel wit gestuukt en staat er een houten knielbank. Tegen de achterwand is het altaar aangebracht met daarboven in de achterwand een spitsboogvormige nis die wordt afgesloten met een traliehek. In de nis staat een beeld van de heilige Antonius van Padua die op zijn rechterarm het Christuskind draagt.